# Bolsa de Valores Regional
La Bolsa de Valores Regional (en francés: Bourse Régionale des Valeurs Mobilières) (BRVM) es una institución financiera especializada creada el 18 de diciembre de 1996 de conformidad con una decisión del Consejo de Ministros de la UEMOA adoptada en diciembre de 1993. Es una sociedad anónima con misión de servicio público a la comunidad. Es una bolsa común para los 8 países de África Occidental: Benín, Burkina Faso,Costa de Marfil, Guinea-Bissau, Malí, Níger, Senegal y Togo.

## Historia
En 1991, la Unión Económica y Monetaria de África Occidental (UEMOA) desarrolló la idea de un mercado financiero único común a todos los países de la Unión para promover el comercio y fortalecer la integración regional. La decisión de crear el Mercado Financiero Regional se tomó el 17 de diciembre de 1993 y la ejecución de esta operación fue confiada al Banco Central de los Estados de África Occidental (BCEAO). 
La Bolsa de Valores Regional, junto con el Consejo Regional del Ahorro Público y Mercado Financiero *(CREPMF), constituye una de las dos estructuras de este Mercado Financiero Regional. 
- 18 de diciembre de 1996: los diversos trabajos preliminares culminan con la construcción en Cotonú de la Bourse des Valeurs Mobilières S.A y del Dépositaire Central / Banque de Règlement S.A, lo que marca el final del mandato otorgado al BCEAO y la gestión del proyecto por sus propios organismos.
- 20 de noviembre de 1997: el Consejo de Ministros de la Unión procede a la instalación del Consejo Regional de Ahorro Público y Mercados Financieros.[3]
- 16 de septiembre de 1998: BRVM y DC/BR inician sus actividades. Entre diciembre de 2012 y octubre de 2015, la capitalización del BRVM casi se duplicó, pasando de 4.031 mil millones de francos CFA a 7.500 mil millones.[4]
- En diciembre de 2013, la BRVM y la Bolsa de Valores de Casablanca firmaron un acuerdo de asociación destinado a aumentar el intercambio de información, intercambiar procesos de capacitación, combinar la promoción de los dos mercados y desarrollar el concepto de doble cotización.[5] En junio de 2015, se implementó el principio de pasaporte dual, por el cual cualquier empresa que cotiza en una bolsa de valores puede participar en la otra.[6]

A finales de 2015, su índice COMPOSITE mostró un aumento del 18,8%, el más alto de todos los mercados bursátiles africanos combinados. Al mismo tiempo, la BRVM cambió su logotipo e inauguró la apertura de su nueva sala de operaciones.